# Pra Valer (programa de televisão)
Pra Valer foi um programa de variedades apresentado por Claudete Troiano na Rede Bandeirantes, entre 26 de setembro de 2005 a 24 de maio de 2007.  

## História
Em 2005, Claudete Troiano rescindiu seu contrato com a Rede Record e ainda havia trocado a emissora pela Rede Bandeirantes. O fim do Note e Anote foi programado para o segundo semestre, avaliando que o formato do programa estava desgastado, e a produção de uma revista eletrônica matutina, o Hoje em Dia. A grade do canal sofreu uma reformulação.
Com sua saída da Record, Claudete assinou o contrato com a Band para apresentar um novo programa de televisão voltado para o público feminino. Para isso, a emissora escolheu a modelo e ex- integrante do Programa H, de Luciano Huck, Joana Prado, para ser repórter principal do programa. Mauro Troiano, irmão da apresentadora que dirigiu o Note e Anote na TV Record, foi contratado para ser diretor geral do programa. E ainda, Claudete contratou sua filha Marcela Troiano para ser repórter de um quadro.
A atração estreou em 26 de setembro de 2005, às 15h00, substituindo o Melhor da Tarde, de Leonor Corrêa, ficou no ar por apenas um ano e meio, apesar de Claudete ter assinado um contrato de três anos com a emissora.
O programa deu uma boa audiência para a Band na época, chegando a conquistar o terceiro lugar. Devido à reformulação da grade de programação em 2007, e principalmente a prisão da filha de Claudete, a Band extinguiu o programa e rescindiu o contrato com a mesma, que chegou a processar a emissora. No lugar do Pra Valer entrou o Atualíssima com Leão Lobo e Patricia Maldonado, na faixa seguinte entrou no ar o programa Márcia, apresentado por Márcia Goldschmidt.

## Quadros
- Brincadeira dos Monstrinhos
- Cabeça Feita
- Como Se Faz?
- Fazendas Brasileiras
- Guia do Chef
- Jogo das Calorias
- Mochila nas Costas
- Na Rede
- Verão Pra Valer
- Viajando com Claudete
- Vida de Bebê
- Viver Light

## Concursos, sorteios, promoções e eventos
- Lance Mania
- Pra Valer na Super Casas Bahia

## Equipe de transmissão e produção
Apresentação
| Ano       | Nome             |
| --------- | ---------------- |
| 2005-2007 | Claudete Troiano |

Elenco
| Ano       | Nome                            |
| --------- | ------------------------------- |
| 2005-2007 | Lucília Diniz (Culinária)       |
| 2005-2007 | Dr. Daniel Habib (Saúde e Sexo) |
| 2005-2007 | Fábio Arruda (Etiqueta)         |
| 2005-2007 | Edson Freitas (Beleza)          |
| 2005-2007 | Andréa Guimarães (casa)         |
| 2005-2007 | Cadu Dib (culinária)            |
| 2005-2006 | Dra. Cristiana Reis (saúde)     |
| 2005-2007 | Francesco Tarallo (Culinária)   |

Reportagens
| Ano       | Nome                  |
| --------- | --------------------- |
| 2005-2007 | Luiz Guerra           |
| 2005-2007 | Joana Prado           |
| 2006-2007 | Marcela Troiano       |
| 2005-2007 | Rodolfo Lima (Cinema) |

Direção de criação
| Ano       | Nome                         |
| --------- | ---------------------------- |
| 2005-2007 | Hélio Bannwart (ilustrações) |
| 2005-2007 | Ocimar de Castro (operações) |

Produção
| Ano       | Nome          |
| --------- | ------------- |
| 2005-2007 | Carla Brandão |

Direção geral
| Ano       | Nome          |
| --------- | ------------- |
| 2005-2007 | Mauro Troiano |

Localização de transmissão e produção
- São Paulo, SP (2005-2007)

Empresas de Produção
- Rede Bandeirantes de Televisão

## Curiosidades
- O programa tinha uma versão similar ao Note e Anote.
- Em 2007, o Pra Valer foi cancelado e Claudete Troiano foi demitida da Rede Bandeirantes por conta de um caso em que sua filha, Marcela Troiano, foi presa em flagrante com a bolsa cheia de drogas. A apresentadora chegou a processar a emissora.
- Em 1998, a Rede Manchete estreou uma programa similar, o Pra Valer, com Celso Russomanno, tratando dos direitos do consumidor. A atração era um quadro do feminino Mulher de Hoje, que foi desmembrado pra virar atração própria.

## Denúncias
Em 2007 o programa ficou em segundo lugar no 13º ranking "Quem Financia a Baixaria é Contra a Cidadania", que é formado por denúncias de telespectadores e pelo Comitê de Acompanhamento da Programação (CAP), onde estão como representantes mais de 60 entidades que assessoram a Comissão de Direitos Humanos e  Minorias da Câmara dos Deputados para criar a lista com o "Ranking da Baixaria na TV". As queixas da população que formaram a lista, eram de discriminação religiosa e violência contra animais.